# Ina Druviete
Ina Druviete, née le 29 mai 1958 à Riga, alors en Union soviétique, est une femme politique lettonne membre d'Unité (V). Elle est ministre de l'Éducation entre 2004 et 2006, puis en 2014.

## Biographie

### Formation
En 1981, Ina Druviete sort diplômée de la faculté de philologie de l'Université de Lettonie.

### Engagement politique
En 2002, membre du parti Nouvelle Ère (JL), elle est élue députée à la Saeima. Elle devient ministre de l'Éducation et de la Science le 2 décembre 2004, un poste dont elle démissionne le 8 avril 2006 du fait du retrait de la JL de la coalition au pouvoir.
Réélue députée en 2006, elle adhère en 2008 à l'Union civique (PS). En 2010, elle conserve son mandat parlementaire sur la liste de la coalition Unité. Une nouvelle fois élue au Parlement letton en 2011, elle est renommée ministre de l'Éducation et de la Science le 22 janvier 2014.
Le 5 novembre suivant, elle est remplacée par Mārīte Seile.